# جیسون ایکس
جیسون ایکس (به انگلیسی: Jason X) فیلمی محصول سال ۲۰۰۱ و به کارگردانی جیمز آیزاک است. در این فیلم بازیگرانی همچون لکسا دویگ، لیسا رایدر، چاک کمبل، کین هادر، پیتر منسا، آماندا بروگل، یانی گلمن، دیوید کراننبرگ، بوید بنکس و داو تیفنباک ایفای نقش کرده‌اند.